# バティヴァカロロライチェル海遥
バティヴァカロロ ライチェル海遥（バティヴァカロロ ライチェルみよ、BATIVAKALOLO Raichelmiyo、1997年9月18日 - ）は、日本の女子ラグビーユニオン選手。

## プロフィール
- 東京都出身[2]。
- 身長は 163 cm、体重は 64 kg。
- 15人制女子日本代表[3]と7人制女子日本代表[4]に選ばれたことがある。
- ポジションはプロップ(PR)、センター(CTB)[5]。
- 妹のバティヴァカロロ アテザ優海もラグビーフットボール選手である[6]。

## 来歴
自身もラグビー選手であるフィジー出身の父親の影響で3歳からラグビーを始めた。
2016年、板橋有徳高校卒業後、立正大学地球環境学部に入る。
2021年、東京五輪の7人制女子日本代表内定選手に選ばれた。